# Rumeni kamenjak
Rumeni kamenjak (znanstveno ime Sympetrum flaveolum) je predstavnik raznokrilih kačjih pastirjev iz družine ploščcev, ki živi v večjem delu Evrazije.

## Telesne značilnosti
Odrasle živali dosežejo med 32 in 37 mm v dolžino, od tega meri zadek 19 do 27 mm. Zadnje krilo je dolgo do 32 mm. Tako samce kot samice zlahka ločimo od podobnih vrst po bazah kril, ki so v barvi žafrana, posebej je očitna obarvanost zadnjega para. Le pri nekaterih samicah je lahko obarvanost reducirana. Zadek je po vrhu oranžno-rdeče barve, ob strani in na dnu pa potekata neprekinjeni črni progi.

## Habitat in razširjenost
Preferira bližino plitvih, gosto zaraščenih vodnih teles, ki se čez dan hitro segrejejo in se lahko do konca sezone izsušijo. Jajčeca odlaga v blato na dnu. Leti od konca maja do oktobra, najaktivneje avgusta.
Živi v večjem delu Evrazije, od Evrope do Japonske, vendar se njegova številčnost znotraj tega območja zelo razlikuje. Za večino tega območja, posebej na zahodu, so značilna velika nihanja populacije - lahko ga več let zapored ni, potem pa se pojavi v velikem številu. Pogostejši je proti vzhodu, proti jugu pa je razširjen bolj lokalno in omejen na višje ležeče predele. Za Slovenijo so kljub prisotnosti ustreznih habitatov znane le posamične najdbe, zato je rumeni kamenjak uvrščen na slovenski Rdeči seznam kot skrajno ogrožena vrsta.